# Habanos SA
Habanos SA är central i det kubanska statliga tobaksmonopolet, Cubatabaco, som kontrollerar marknadsföring, distribution, och export av kubanska cigarrer, och andra tobaksvaror.